# Elżbieta Kijowska
Elżbieta Kijowska-Rozen (ur. 29 sierpnia 1950 w Krakowie) – polska aktorka teatralna, telewizyjna i dubbingowa.

## Życiorys
Urodzona w Krakowie. W 1973 ukończyła krakowską PWST. W tym samym roku zadebiutowała w teatrze. W latach 1973–79 występowała w Teatrze im. L. Solskiego w Tarnowie (zagrała m.in. w Dwoje na huśtawce W. Gibsona, Nora czyli Dom lalki H. Ibsena). Od 1979 do 2005 była aktorką Teatru Studio im. St. I. Witkiewicza w Warszawie (Ferdydurke i Iwona, księżniczka Burgunda W. Gombrowicza, Pułapka T. Różewicza, Hamlet W. Shakespeare’a, Legenda St. Wyspiańskiego, Miłość na Madagaskarze P. Turriniego, Opera za trzy grosze B. Brechta). Wzięła udział w blisko 40 produkcjach oraz 20 spektaklach Teatru Telewizji.
Była żoną Henryka Rozena.

## Nagrody
W 2008 otrzymała nagrodę za rolę Nieznajomej w słuchowisku Uroczysko w reżyserii Jana Warenyci na VIII Festiwalu Teatru Polskiego Radia i Teatru Telewizji Polskiej „Dwa Teatry” w Sopocie. Zaś w roku 2017 otrzymała nagrodę Wielki Splendor dla Aktorki: za wybitne kreacje w słuchowiskach oraz twórczy wkład na rzecz rozwoju i umacniania rangi radia artystycznego w Polsce.

## Filmografia[1]
- 2012: Prawo Agaty jako sekretarka w sądzie
- 2009: Naznaczony jako matka Igora Karmickiego (odc. 4)
- 2009: Londyńczycy 2 jako Helena, asystentka Antoniego (odc. 13 i 14)
- 2008: Hotel pod żyrafą i nosorożcem jako właścicielka Myszki (odc. 3)
- 2007: Mamuśki jako Aneta
- 2007: Odwróceni jako matka „Skalpela”
- 2007: Dwie strony medalu jako nauczycielka
- 2005–2007: Egzamin z życia jako mecenas Walkiewicz, prawnik Choroszyńskiego
- 2003: Symetria jako matka Łukasza
- 2003–2004: Rodzinka jako lekarka pogotowia
- 2002–2007: Samo życie jako Malina Markowska
- 2001: Cześć Tereska jako dyrektorka szkoły krawieckiej
- 2000–2007: Plebania jako dyrektorka szkoły
- 2000: Twarze i maski jako lekarka
- 1999–2007: Na dobre i na złe jako matka Mateusza
- 1999: Policjanci jako Wanda Drabikowa, matka Marioli
- 1999: Wszystkie pieniądze świata jako ciotka Wanda
- 1997: Klan jako pielęgniarka
- 1995: Archiwista
- 1986: Tulipan jako kobieta poderwana na imprezie
- 1985: Sprawa hrabiego Rottera jako Ksawera Rotterowa z d. Czajkowska
- 1985: Gra w ślepca jako pani Basia
- 1985: Temida jako Ksawera Rotterowa
- 1983: Tragarz puchu jako Jadwiga
- 1981/1987: 07 zgłoś się jako prokurator Zofia Ołdakowska w odc. 12-13, 17-18
- 1981: Krótki dzień pracy jako Bogusia
- 1978: Umarli rzucają cień jako Ewa

## Role teatralne[4]
- 2016: „Królowa Śniegu” w Teatrze Miejskim w Lesznie jako babcia
- 2013: „Gry Ekstremalne” w Teatrze na Woli jako matka
- 2012: „Allegro Moderato” w Teatrze na Woli jako matka/nauczycielka od pianina
- 2000: „Miłość na Madagaskarze” w Teatrze Studio jako nauczycielka
- 2000: „Ania z Zielonego Wzgórza” w Teatrze Staromiejskim jako Małgorzata Linde
- 1999: „Talk Radio” w Teatrze Studio
- 1998: „Tomasz Mann” w Teatrze Ochoty jako Katia
- 1997: „Iwona, księżniczka Burgunda” w Teatrze Studio jako ciotka Iwony
- 1996: „Wariacje z poetami” w Teatrze Studio
- 1995: „La Boheme” w Teatrze Studio
- 1993: „Legenda” w Teatrze Studio jako Rusałka
- 1991: „Miasto liczy psie nosy” w Teatrze Studio
- 1990: „Gwiazdy na porannym niebie” w Teatrze Studio jako Walentyna
- 1986: „Hamlet” w Teatrze Studio jako Gertruda
- 1986: „Opera za trzy grosze” jako Ladacznica
- 1985: „Gnijący brzeg. Materiały do Medei, Krajobrazy z Argonautami” w Teatrze Studio
- 1985: „Pułapka” w Teatrze Studio jako Felice
- 1980: „Chwila równowagi” w Teatrze Studio
- 1979: „Ferdydurke” w Teatrze Studio jako Ciotka, Cimkiewicz, Koperski-Guzek
- 1978: „Nora, czyli dom lalki” w Teatrze im. Solskiego jako Nora
- 1977: „Janosik czyli na szkle...” w Teatrze im. Solskiego jako Śmierć
- 1977: „Kram Karoliny” w Teatrze im. Solskiego jako Pamela
- 1977: „Escurial” w Teatrze im. Solskiego jako Kurtyzana
- 1976: „Burza” w Teatrze im. Solskiego jako Katerina
- 1976: „Dwoje na huśtawce” w Teatrze im. Solskiego jako Gizela
- 1976: „Dziewięć serc” w Teatrze im. Solskiego
- 1975: „Łgarz” w Teatrze im. Solskiego jako Rozaura
- 1975: „Trzy siostry” w Teatrze im. Solskiego jako Masza
- 1974: „Zamach” w Teatrze im. Solskiego jako Lilka

## Polski dubbing
- 2018: Wiedza to Potęga: Dekady – lektorka czytająca pytania
- 2017: Wiedza to Potęga – lektorka czytająca pytania
- 2013: My Little Pony: Przyjaźń to magia – bibliotekarka w Kryształowym Królestwie (odc. 53)
- 2011: Mia I Ja – Królowa Pantea
- 2011: Ul (serial animowany) – Królowa
- 2011: Scooby-Doo: Klątwa potwora z głębin jeziora – pani senator
- 2011: Gormiti – nauczycielka biologii (odc. 14)
- 2010: God of War: Duch Sparty – Atena
- 2010: Stich! – Obaa
- 2010: Brygada
- 2010: Mass Effect 2 – admirał Shala'Raan vas Tonbay
- 2010: Czarodziejka Lili: Smok i magiczna księga – Surulunda
- 2010: Randka z gwiazdą – babcia Olson
- 2010: Szczypta magii – mama Lei
- 2009: Dragon Age: Początek
- 2009: Hannah Montana: Film
- 2009: Tajemnica Rajskiego Wzgórza − panna Heliotrop
- 2008: Dzwoneczek – minister Zimy
- 2007: Przygody Sary Jane
- 2007: Mój przyjaciel królik
- 2007: Klub Winx – tajemnica zaginionego królestwa − Farogonda
- 2006: Pomocnik św. Mikołaja − Klara
- 2006: Hannah Montana
- 2006: Happy Feet: Tupot małych stóp – pani Astrakhan
- 2006: Pajęczyna Charlotty – Betsy
- 2005: Bionicle 3: W sieci mroku – Roodaka
- 2005: Awatar: Legenda Aanga – babcia Sokki i Katary (odc. 1-2)
- 2005: Spadkobiercy tytanów – Hera
- 2005–2008: Nie ma to jak hotel – siostra Dominika
- 2004: Wyprawa po świąteczne pisanki
- 2004: Koszmarny Karolek − mama
- 2004: Żony ze Stepford – Claire Wellington
- 2004–2008: Drake i Josh – babcia Josha (odc.5)
- 2003: Piotruś Pan – ciotka Milicenta
- 2003: Kaena: Zagłada światów – królowa
- 2003: Opowieść o Zbawicielu – samarytanka
- 2000: Spotkanie z Jezusem (wersja telewizyjna)
- 2000: Łatek
- 2000: Franklin i zielony rycerz
- 1998: Papirus
- 1996: Miłość i wojna
- 1994–1998: Spider-Man –
  - Madame Web,
  - Anna Watson
- 1990: Muminki – panna Paszczakówna
- 1988: Gandahar
- 1987–1990: Kacze opowieści (nowa wersja dubbingu) – Magika